# Arved Bethén
Arved Bethén, född 1 april 1756 i Mönsterås socken, död 17 juni 1827, var en svensk översättare och hovrättsnotarie.

## Biografi
Bethén var son till kaplanen i Mönsterås, senare kyrkoherden i Fliseryds socken Erik Bethén. Han intogs vid gymnasiet i Kalmar 1765, blev student vid Lunds universitet 1774 och filosofie magister 1778. Bethén blev extraordinarie kanslist vid Kungliga biblioteket i Stockholm 1781 och notarie vid hovkonsistoriet 1782. 1787 erhöll han på egen begäran avsked från tjänsten.
Peter Wieselgren, som var personlig vän till Bethén uppger att orsaken till att han fick lämna tjänsten var olycklig kärlek till Sofia Magdalena av Danmark. Han skall ha uppvaktat henne med en kärleksdikt vilket gjorde att han tvingades lämna sin tjänst, men beviljades en pension. Han skall även av Gustav IV Adolf fått löfte om en statstjänst, ett löfte som aldrig förverligades. Han erhöll dock vid några tillfällen penningagåvor. I övrigt verkade han som översättare av moralfilosofiska skrifter. Ett länge planerat arbete om "folkmoral" som han ännu arbetade på under 1820-talet, blev aldrig färdigställt.

## Skrift
- Om menniskans bestämmelse, en tillärnad föreläsning (tryckt hos Samuel Rumstedt, 1823)

## Översättningar
- Moses Mendelssohn: Korrt afhandling om själens odödlighet (A. J. Nordström, 1798)
- Laurids Smith: Försök till en systematisk afhandling om menniskans pligter emot djuren (Anders Zetterberg, 1799)
- Jean-Baptiste-Claude Delisle de Sales: Alexander och Apelles: Comedie uti en act (Anders Zetterberg, 1800)
- Friedrich von Schiller: Afhandlingar om universal-historiens studium och ändamål, och känslan af det höga (Anders J. Nordström, 1803)
- Friedrich von Schiller: Öfversättningar utur hof-rådet Fr. von Schillers smärre prosaiska skrifter (Peter Sohm, 1806)
- Wilhelm Abraham Teller: De fullkomligares religion (Die Religion der Vollkomneren) (tryckt i Marquardska tryckeriet, 1814)
- Christian Heinrich Pfaff: Den animala magnetismen inför den sunda pröfningens domstol (tryckt i Ecksteinska boktryckeriet, 1822)